# Los Hermanos Rigual
Los Hermanos Rigual è stato un trio vocale e strumentale cubano (affermatosi però in Messico), conosciuto negli anni sessanta per un repertorio di motivi latino-americani. Era composto da Pedro (nato il 29 giugno 1918), Carlos Rigual Rodríguez (nato il 4 novembre 1920, deceduto nel 1994) e Mario Fausto Rigual Rodríguez (nato il 19 novembre 1922), nativi di Guantanamo, Cuba, e figli di Ángel Rigual e Juana Rodríguez.
Il trio è conosciuto in modo particolare per alcune canzoni divenute celebri come tormentoni estivi, fra cui Cuando calienta el sol (composta da Carlos Alberto Martinoli e dai fratelli Mario e Fausto Rigual Rodríguez), ripresa e portata al successo in Italia da Los Marcellos Ferial nella versione originale in lingua spagnola.

## Storia
I tre fratelli Rigual Rodríguez, con il nome di Los Hermanos Rigual si trasferirono dalla natìa Guantanamo alla capitale l'Avana nel 1943 per tentare la fortuna come cantanti e chitarristi.
Terminata la seconda guerra mondiale, nel 1947, si spostarono in Messico dove, forti del successo ottenuto, decisero di stabilirsi. Mantennero tuttavia contatti con il luogo natio, Cuba, dove si recarono nel 1950 per ricevere il loro primo disco d'oro.
In Messico Los Hermanos Rigual hanno scritto le loro più famose canzoni, da Corazón de melón, a La del vestido rojo, a Mexico e, nel 1961, appunto al loro hit più conosciuto: Cuando calienta el sol, composto da Carlos e Mario Rigual.
Questa canzone è stata eseguita nel corso degli anni successivi in cover da diversi altri artisti fra cui Vikki Carr, Anacani, il cantante belga Helmuy Lotti e Trini Lopez. 
Ha consentito inoltre al trio vocale di affacciarsi sul mercato discografico europeo, particolarmente in quello di Portogallo, Spagna ed Italia dove arriva prima per sette settimane ed in Germania in decima posizione.
In Spagna, in particolare, il motivo fu accolto con grande fervore: eseguito nell'originale lingua spagnola a ritmo di rock lento, si collocò ben presto in vetta alle classifiche discografiche divenendo motivo dell'estate .
Nel 1963 i tre cantanti-musicisti tentarono di replicare il successo con Cuando brilla la luna, ma l'esito non fu lo stesso di due anni prima.

## Musicarelli e Festival di Sanremo
In Messico, Los Hermanos Rigual sono stati chiamati anche ad interpretare film musicali, musicarelli di produzione latino-americana come Cucurrucucú, paloma, del 1964, e Despedida de casada, del 1966.
Contestualmente hanno continuato a suonare insieme a molti artisti e complessi orchestrali fra cui quelli di Chico O'Farril, Mario Bauzá, Chucho Zarzos e dell'italiano Ennio Morricone. Con il virtuoso pianista e tastierista all'organo Hammond Avelino Munoz (Panama, 1912 - San Juan, 1962), incisero la classica La Guayabita.
L'attività concertistica li ha portati a lungo in giro per il mondo, con spettacoli in Argentina (in particolare a Buenos Aires), Stati Uniti, Canada e Italia.
In Italia, ultimo paese in cui si esibì prima dello scioglimento, il trio venne invitato al Festival di Sanremo 1964 vinto da Gigliola Cinquetti con Non ho l'età (che poi risulterà vincitrice anche dell'Eurovision Song Contest).
In quella circostanza presentò due brani differenti: in coppia con Cocky Mazzetti una canzone di Carlo Rossi e Angelo Rotunno intitolata Mezzanotte; e con Laura Villa il motivo Sole sole (di Laura Zanin e Arturo Casadei). Entrambe le canzoni non si classificarono per la serata finale.

## Hit
Questi alcuni dei principali motivi dei Los Hermanos Rigual, raccolti nella compilation Grandes Exitos de Los Hermanos Rigual, pubblicata nel 1999:
- Cuando calienta el sol
- La del vestido rojo
- Maria Isabel
- Corazon de melon
- Piel Canela
- Cuando brilla la luna
- Ven, amorcito ven
- Caliente, caliente
- Vuela, vuela Mariposa
- El pollo de Carlitos
- Se acabaron los millonarios
- Mani tostao
- Que te parece
- El Chiqui Cha

## Discografia parziale (edizioni italiane)

### 33 giri
- 1963: Los Hermanos Rigual (RCA Victor LPM 10132)
- 1965: Chitarra amore mio (RCA Victor LSP 10166)

### 45 giri
- 1962: Cuando calienta el sol / La del vestido rojo (RCA Victor N 1300)
- 1963: Llorando me dormi / Envidias (RCA Victor N 1324)
- 1963: Quando brilla la luna / Dona cibeles (RCA Victor N 1348)
- 1963: Blanca como paloma / La più bella della spiaggia (RCA Victor N 1353)
- 1963: Quando in cielo la luna / Dondolano (RCA Victor N 1354)
- 1964: Mezzanotte / Sole, sole (RCA Victor N 1382)
- 1964: Acompañada / Cerca di te (RCA Victor N 1405)
- 1965: Storia di un amore / Yo te quiero mucho (RCA Victor N 1454)

## Filmografia (per artista)

### Pedro Rigual

#### Colonne sonore
- México nunca duerme (1959, Eres mi locura)
- Las tres coquetonas (1960, autore del brano Chinita)
- I maniaci (1964, interprete del brano Mezzanotte)
- Adios cuñado (1967, autore del brano Tu Amor se Desprendió del Cielo)

#### Attore
- Despedida de casada (1968, come Los Hermanos Rigual)

### Carlos Rigual

#### Colonne sonore
- Dos maridos baratos (1960, autore di El pollo de Carlitos)
- Despedida de casada (1968, musiche di Cuando calienta el sol)
- Blue Demon destructor de espías (1968, autore di Mulata a Go-Go)
- Solos en la madrugada (1978, autore di Cuando calienta el sol)
- Nome in codice: Nina (1993, autore di Cuando calienta el sol)
- La tele de tu vida (2007, tv, episodio Cuando calienta el sol)

#### Attore
- Despedida de casada (1968, come Los Hermanos Rigual)

### Mario Rigual

#### Colonne sonore
- I maniaci (1964, interprete del brano Mezzanotte)
- Blue Demon destructor de espías (1968, autore di Mulata a Go-Go)
- Despedida de casada (1968, compositore del brano Cuando calienta el sol)
- Solos en la madrugada (1978, compositore del brano Cuando calienta el sol)
- Nome in codice: Nina (1993, autore del brano Cuando calienta el sol)
- La tele de tu vida (2007, tv, episodio Cuando calienta el sol)

#### Attore
- Despedida de casada (1968, come Los Hermanos Rigual)